# Onthophagus tabidus
Onthophagus tabidus là một loài bọ cánh cứng trong họ Bọ hung (Scarabaeidae).